# Sulejów Pilica
Sulejów Pilica – dawna wąskotorowa stacja kolejowa w Sulejowie, w województwie łódzkim, w Polsce.